# Marie-Magdalene-Kirche

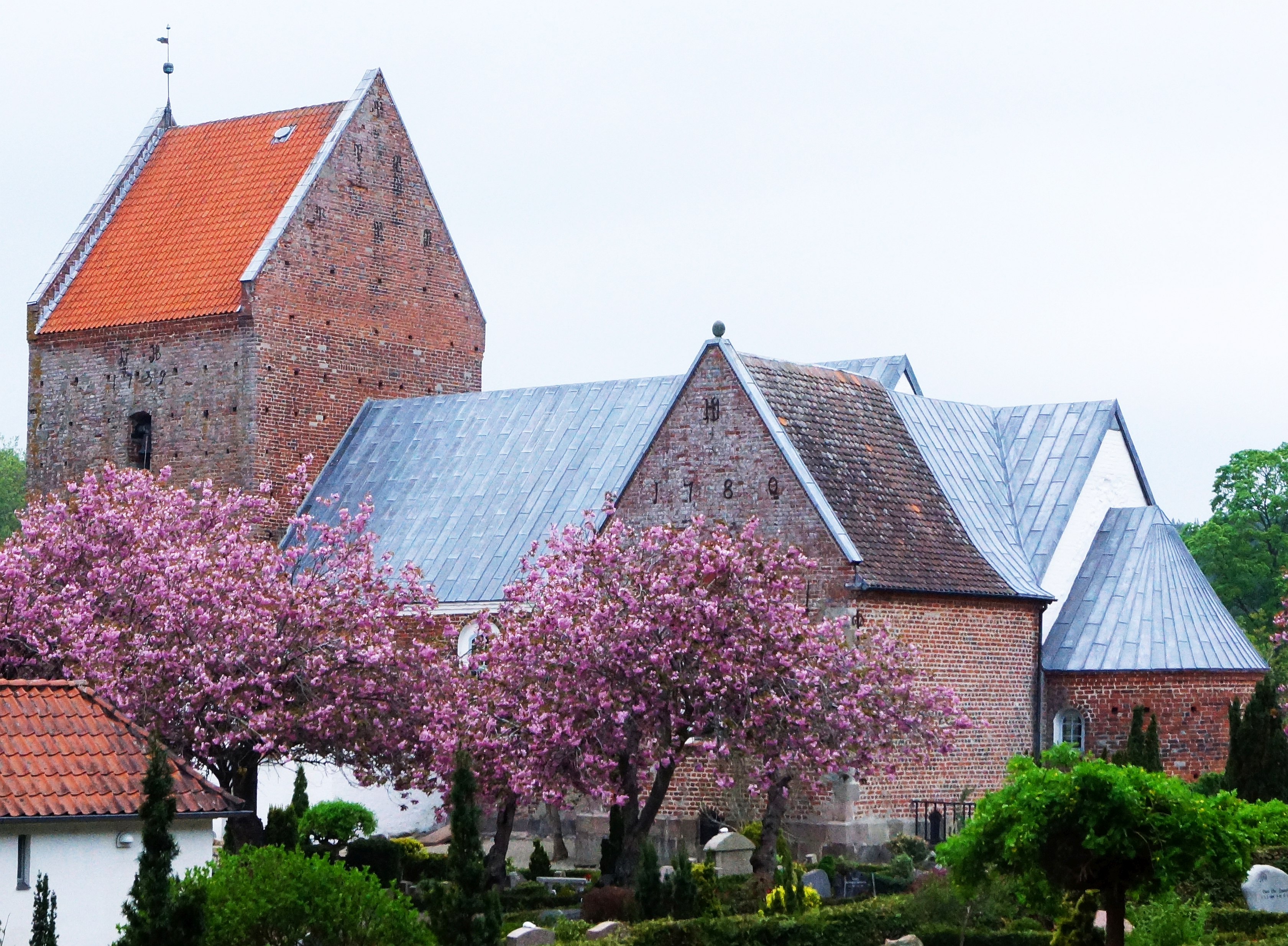
Marie-Magdalene-Kirche

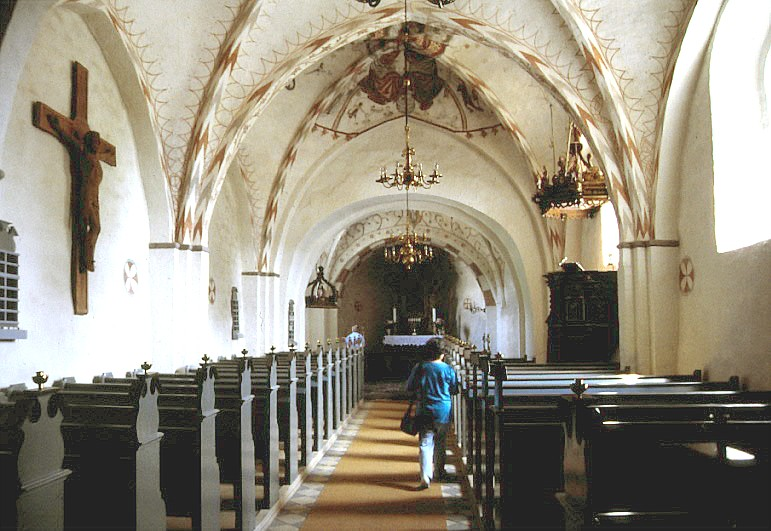
Innenansicht

Die Marie-Magdalene-Kirche ist eine Kirche im Bistum Århus der lutherischen Dänischen Volkskirche. Sie liegt mitten in der Syddjurs Kommune in Djursland (Jütland).
Die Verbindung zum Gut Gammel Ryomgård geht aus dem reichen Inventar der Kirche hervor. Dazu gehören der Rokoko-Altar, dessen Gemälde das Abendmahl zeigt, der Herrschaftsstuhl in der Turmhalle, die Kanzel mit Stundenglas und die Evangelisten in den Nischen. Allegorische und biblische Motive zeigen die mittelalterlichen Kalkmalereien.
Eine Marie und eine Magdalene haben, der Kirchenüberlieferung zufolge, der Kirche ihre Namen gegeben. Aus Dankbarkeit dafür, dass die beiden Jungfrauen durch eine dort befindliche Quelle geheilt wurden, ließ man eine Kapelle errichten, die als Vorgänger der heutigen Kirche von 1425 angesehen wird.
Bekannt wurde die Kirche wegen ihrer beiden Vogelbeerbäume, die mehrere hundert Jahre aus dem Gemäuer über der Kirchenvorhalle herauswuchsen.